# Julia Heron
Julia Heron (21 de novembro de 1897 — Los Angeles, 9 de abril de 1977) é uma diretora de arte estadunidense. Venceu o Oscar de melhor direção de arte na edição de 1961 por Spartacus, ao lado de Alexander Golitzen, Russell A. Gausman e Eric Orbom.